# Vîrișalne, Lohvîțea
Vîrișalne (în ucraineană Вирішальне) este localitatea de reședință a comunei Vîrișalne din raionul Lohvîțea, regiunea Poltava, Ucraina.

## Demografie
Componența lingvistică a localității Vîrișalne
     Ucraineană (96,86%)
     Rusă (2,93%)
     Alte limbi (0,17%)
Conform recensământului din 2001, majoritatea populației localității Vîrișalne era vorbitoare de ucraineană (96,86%), existând în minoritate și vorbitori de rusă (2,93%).